# Amiguismo

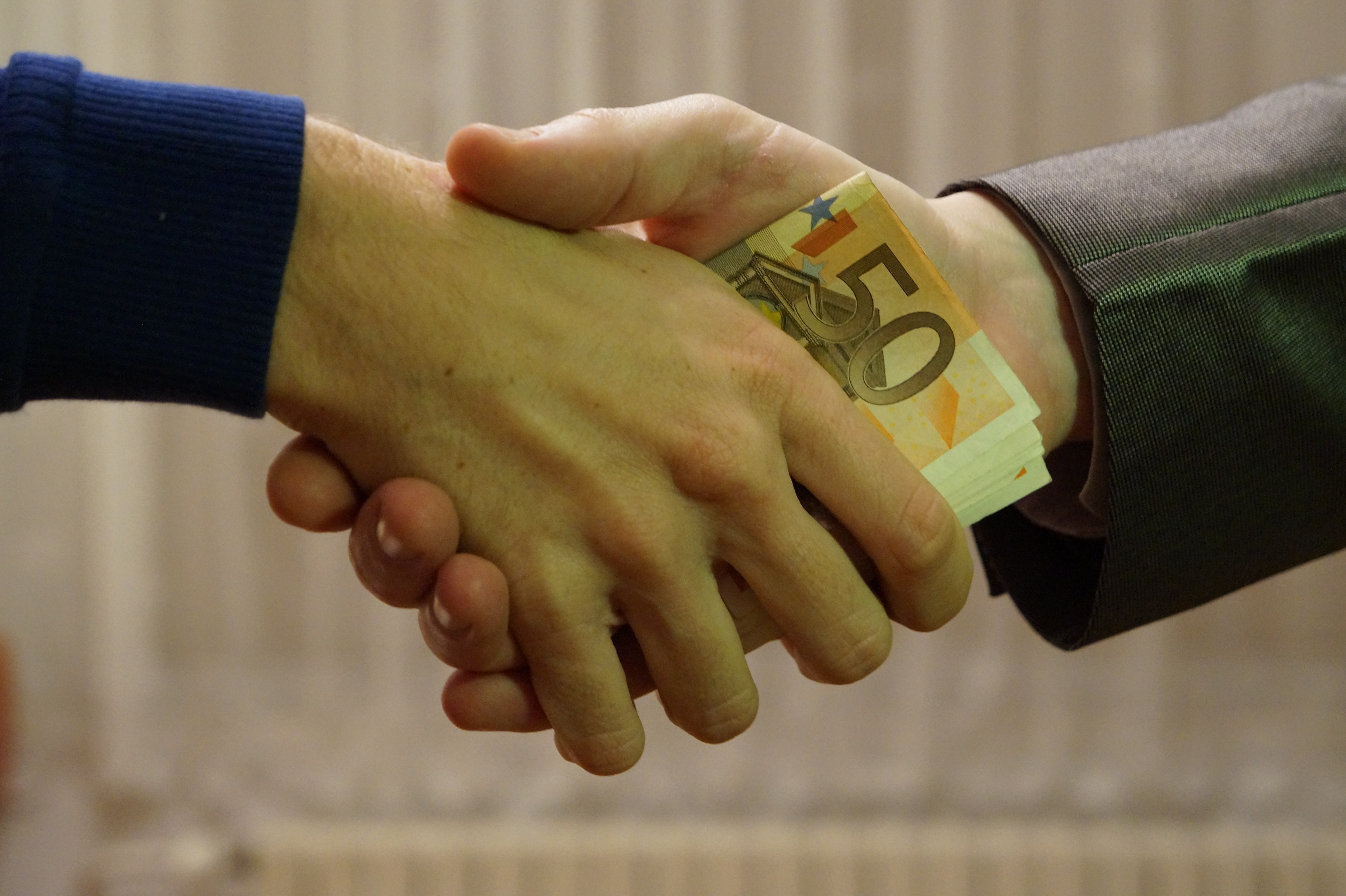
El interés crematístico es un elemento común en el amiguismo.

El amiguismo es una forma de favoritismo dentro de un grupo, una práctica del spoils system («sistema de despojos») que implica parcialidad al otorgar empleos y beneficios a amigos o colegas de confianza, afectando los derechos legítimos de otras personas, especialmente en la política y en sus relaciones con organizaciones afines.
Se manifiesta cuando se designa a personas cercanas en puestos de autoridad sin considerar sus cualificaciones, en contraste con la meritocracia, donde las designaciones se basan en el mérito.
En política, el término «amiguismo» tiene una connotación negativa y suele referirse a la compra y venta de favores, la negociación de votos en órganos legislativos, la concesión de beneficios a organizaciones o la asignación de embajadas prestigiosas en destinos exóticos.
El amiguismo se da cuando el designante y el beneficiario tienen un vínculo previo. A menudo, quien designa carece de la capacidad para ejercer su propio cargo y, por ello, elige personas que no representen una amenaza ni cuestionen sus decisiones.
En algunos países, este fenómeno recibe nombres específicos, como «palanqueo» en Venezuela y «enchufe» en España.

## Amiguismo en el sector público y privado
Los gobiernos son especialmente susceptibles a acusaciones de amiguismo debido a su manejo de fondos públicos, lo que genera una mayor vigilancia y crítica por parte de la sociedad. En muchos países democráticos, existe un impulso hacia la transparencia y la rendición de cuentas como respuesta a estas preocupaciones. Es común que un político se rodee de subordinados calificados y, como resultado, establezca relaciones de amistad, tanto sociales como comerciales, que pueden influir en la designación de amigos en cargos públicos o en la adjudicación de contratos gubernamentales. Aunque la influencia de estos amigos puede haber sido un factor relevante para que un político alcanzara el poder, el amiguismo suele ser más fácilmente percibido que demostrado. A pesar de ello, se ha señalado que «la práctica del favoritismo se basa en las relaciones y conexiones personales, en lugar de en una administración eficaz y en la contratación basada en méritos». No obstante, el límite entre una designación basada en amiguismo y una designación legítima por antecedentes y experiencia no siempre está claro. De manera general, esta falta de claridad suele desembocar en un gobierno que ofrece un servicio de baja calidad al público.
En el sector privado, también existen prácticas de amiguismo, que en ocasiones se conocen como «el club de los viejos amigos» o «el círculo dorado». En estos casos, el límite entre amiguismo y una «red de contactos» eficaz es difuso. El amiguismo en este contexto hace referencia a relaciones estrechas entre individuos influyentes, quienes intercambian negocios, información y oportunidades dentro de organizaciones privadas. Este fenómeno es conocido como «capitalismo clientelista», y se considera una violación ética de los principios fundamentales de la economía de mercado. En economías avanzadas, este tipo de prácticas son generalmente ilegales y contrarias a las regulaciones del mercado. Un ejemplo extremo de amiguismo capitalista es el escándalo de Enron.
La naturaleza del capitalismo clientelista y otras prácticas de negocios deshonestas son más comunes en contextos donde los sistemas legales son ineficaces. Por lo tanto, las ramas legislativas de los gobiernos deben garantizar la implementación de un marco legal robusto para combatir y sancionar la manipulación económica llevada a cabo por ejecutivos de negocios y sus aliados dentro del gobierno.